# Prituľany
Prituľany (rusiń. Притуляны, Prytulany; ukr. Притуляни, Prytulany) – wieś (obec) na Słowacji położona w kraju preszowskim, w powiecie Humenné. Pierwsze wzmianki o miejscowości pochodzą z roku 1454.
Według danych z dnia 31 grudnia 2012 r. wieś zamieszkiwały 62 osoby, w tym 28 kobiet i 34 mężczyzn.
W 2001 roku pod względem narodowości i przynależności etnicznej 82,09% mieszkańców stanowili Rusini, a 16,42% Słowacy.
Ze względu na wyznawaną religię struktura mieszkańców kształtowała się w 2001 roku następująco:
- katolicy rzymscy – 5,97%
- grekokatolicy – 91,04%
- ateiści – 1,49%
- nie podano – 1,49%